# اسپندارهای بیابانی
اسپندارهای بیابانی (نام علمی: Peniocereus) نام یک سرده از تبار استوانه‌ای‌تباران است.